# Championnat de Belgique de football de deuxième division 2006-2007
Navigation
saison précédente saison suivante
Le Championnat de Belgique de football D2 2006-2007 est la nonantième édition du championnat de Belgique du 2e niveau.

## Clubs participants
Seize clubs prennent part à cette édition, soit le même nombre que lors de la saison précédente.
Les matricules en gras indiquent les clubs qui existent toujours en 2013, les autres ont disparu.
| #  | Nom                                                   | Mat. | Ville        | Stades              | En D2 depuis    | Total en D2 | S. précédente      |
| -- | ----------------------------------------------------- | ---- | ------------ | ------------------- | --------------- | ----------- | ------------------ |
| 1  | Royal Antwerp Football Club                           | 1    | Deurne       | Bosuil              | 2004-2005 (3e)  | 7 saisons   | 7e                 |
| 2  | Royale Union Saint-Gilloise                           | 10   | St-Gilles    | Joseph Marien       | 2004-2005 (3e)  | 18 saisons  | 15e                |
| 3  | Koninklijke Voetbalclub Kortrjk                       | 19   | Courtrai     | Guldensporen        | 2004-2005 (3e)  | 44 saisons  | 5e                 |
| 4  | Yellow Red Koninklijke Voetbalclub Mechelen           | 25   | Malines      | acher de Kazerne    | 2005-2006 (2e)  | 31 saisons  | 13e                |
| 5  | Koninklijke Voetbalclub Oostende                      | 31   | Ostende      | Albertpark          | 2005-2006 (2e)  | 17 saisons  | 10e                |
| 6  | Koninklijke Sportkring Ronse                          | 38   | Renaix       | Orphale Crucke      | 2001-2002 (6e)  | 18 saisons  | 11e                |
| 7  | Royal Excelsior Virton                                | 200  | Virton       | Yvan Georges        | 2001-2002 (6e)  | 6 saisons   | 14e                |
| 8  | Koninklijke Football Club Vigor Wuitens Hamme         | 211  | Hamme        | Gemeentelijke       | 2002-2003 (5e)  | 15 saisons  | 9e                 |
| 9  | Koninklijke Football Club Dessel Sport                | 606  | Dessel       | Armand Melis        | 1997-1998 (10e) | 10 saisons  | 16e                |
| 10 | Koninklijke Maatschappij Sportkring Deinze            | 818  | Deinze       | Burgm. Van De Wiele | 1993-1994 (14e) | 14 saisons  | 17e                |
| 11 | Koninklijke Verbroederging Sportkring Overpelt-Lommel | 2554 | Lommel       | Soeverein           | 2005-2006 (2e)  | 8 saisons   | 2e                 |
| 12 | Koninklijke Red Star Waasland                         | 4068 | St-Nicolas/W | Puyenbeke           | 2004-2005 (3e)  | 3 saisons   | 4e                 |
| 13 | Köninslische Sportvereinigung Eupen                   | 4276 | Eupen        | du Kehrweg          | 2002-2003 (5e)  | 11 saisons  | 8e                 |
| 14 | Association Football Club Tubize                      | 5632 | Tubize       | Edmond Leburton     | 2003-2004 (4e)  | 4 saisons   | 12e                |
| 15 | Oud-Heverlee Leuven                                   | 6142 | Louvain      | den Dreef           | 2005-2006 (2e)  | 2 saisons   | 6e                 |
| 16 | Koninklijke Voetbal Klub Tienen                       | 132  | Tirlemont    | Bergé               | 2006-2007 (1re) | 29 saisons  | 1er Div. 3 série B |
| 17 | Koninklijke Racing Waregem                            | 3302 | Waregem      | Mirakel             | 2006-2007 (1re) | 1 saison    | 5e Div. 3 série A  |
| 18 | Football Club Verbroedering Dender Eend. Hekelgem     | 3900 | Denderleeuw  | Florent Beeckman    | 2006-2007 (1re) | 1 saison    | 1er Div. 3 série A |

### Localisation des clubs participants
| \| Oostende Waregem Courtrai Deinze Waasland Renaix Hamme Dender Antwerp Malines Union SG Louvain Tienen Lommel Dessel Tubize AS Eupen Virton \| Localisation des clubs engagés en Division 2 2006-2007 |
| Oostende Waregem Courtrai Deinze Waasland Renaix Hamme Dender Antwerp Malines Union SG Louvain Tienen Lommel Dessel Tubize AS Eupen Virton                                                              |

## Tableau final
| Place | Club                   | Joués | Victoires | Nuls | Défaites | Buts pour | Buts contre | Différence | Points |               |
| ----- | ---------------------- | ----- | --------- | ---- | -------- | --------- | ----------- | ---------- | ------ | ------------- |
| 1er   | FCV Dender EH          | 34    | 25        | 2    | 7        | 73        | 28          | +45        | 77     | Champion      |
| 2e    | FC Malines             | 34    | 21        | 7    | 6        | 64        | 36          | +28        | 70     | Tour final D2 |
| 3e    | KV Courtrai            | 34    | 19        | 10   | 5        | 69        | 35          | +34        | 67     | Tour final D2 |
| 4e    | Royal Antwerp FC       | 34    | 17        | 9    | 8        | 63        | 37          | +26        | 60     | Tour final D2 |
| 5e    | Oud-Heverlee Louvain   | 34    | 16        | 8    | 10       | 55        | 49          | +6         | 56     |               |
| 6e    | KMSK Deinze            | 34    | 15        | 5    | 14       | 50        | 54          | -4         | 50     |               |
| 7e    | AS Eupen               | 34    | 12        | 12   | 10       | 50        | 47          | +3         | 48     |               |
| 8e    | Union Saint-Gilloise   | 34    | 13        | 7    | 14       | 48        | 44          | +4         | 46     |               |
| 9e    | AFC Tubize             | 34    | 13        | 7    | 14       | 36        | 34          | +2         | 46     |               |
| 10e   | KVK Tirlemont          | 34    | 12        | 9    | 13       | 38        | 55          | -17        | 41     |               |
| 11e   | Royal Excelsior Virton | 34    | 11        | 8    | 15       | 38        | 55          | -17        | 41     |               |
| 12e   | VW Hamme               | 34    | 9         | 12   | 13       | 38        | 43          | -5         | 39     |               |
| 13e   | KV Ostende             | 34    | 9         | 12   | 13       | 51        | 60          | -9         | 39     |               |
| 14e   | Red Star Waasland      | 34    | 9         | 12   | 13       | 43        | 56          | -13        | 39     |               |
| 15e   | KVSK United            | 34    | 9         | 9    | 16       | 39        | 50          | -11        | 36     |               |
| 16e   | KFC Dessel Sport       | 34    | 10        | 4    | 20       | 45        | 58          | -13        | 34     | Tour final D3 |
| 17e   | KRC Waregem            | 34    | 7         | 8    | 19       | 33        | 58          | -25        | 29     | Relégué       |
| 18e   | KSK Renaix             | 34    | 4         | 9    | 21       | 28        | 72          | -44        | 21     | Relégué       |

## Tour final D2
Participants : FC Malines (report de tranche), Royal Antwerp FC (deuxième tranche), KV Courtrai (troisième tranche), Lierse SK (avant-dernier de D1)
|                             |                  | Score |
| Première journée (27 mai)   |                  |       |
| Royal Antwerp FC            | FC Malines       | 0-0   |
| KV Courtrai                 | Lierse SK        | 0-1   |
| Deuxième journée (31 mai)   |                  |       |
| FC Malines                  | Royal Antwerp FC | 1-0   |
| Lierse SK                   | KV Courtrai      | 5-2   |
| Troisième journée (3 juin)  |                  |       |
| Royal Antwerp FC            | Lierse SK        | 2-1   |
| FC Malines                  | KV Courtrai      | 3-0   |
| Quatrième journée (7 juin)  |                  |       |
| Lierse SK                   | FC Malines       | 1-2   |
| KV Courtrai                 | Royal Antwerp FC | 0-2   |
| Cinquième journée (10 juin) |                  |       |
| KV Courtrai                 | FC Malines       | 2-3   |
| Lierse SK                   | Royal Antwerp FC | 2-0   |
| Sixième journée (14 juin)   |                  |       |
| Royal Antwerp FC            | KV Courtrai      | 3-0   |
| FC Malines                  | Lierse SK        | 2-0   |

| Place | Équipe           | Joués | Victoires | Nuls | Défaites | Buts pour | Buts contre | Différence | Points |               |
| 1er   | FC Malines       | 6     | 5         | 1    | 0        | 11        | 3           | +8         | 16     | Promu en D1   |
| 2d    | Royal Antwerp FC | 6     | 3         | 1    | 2        | 7         | 4           | +3         | 10     |               |
| 3e    | Lierse SK        | 6     | 3         | 0    | 3        | 10        | 8           | +2         | 9      | Relégué en D2 |
| 4e    | KV Courtrai      | 6     | 0         | 0    | 6        | 4         | 17          | -13        | 0      |               |

Le gagnant du tour final de D2 est le FC Malines et jouera en  D1 lors de la saison 2007-2008